# Stazione di Santa Croce del Sannio
La stazione di Santa Croce del Sannio è una stazione ferroviaria della linea Benevento-Campobasso gestita da RFI e al servizio del comune di Santa Croce del Sannio, benché sia distante circa 6 km dal centro abitato e si trovi al confine con quest'ultimo, ma nel territorio comunale di Morcone.

## Storia
La stazione, inaugurata il 12 febbraio 1882, si trova sulla ferrovia Benevento-Campobasso.
Negli anni 1970 fu chiuso lo scalo merci e agli inizi degli anni 1990 la stazione venne resa impresenziata, fino alla sospensione al traffico dell'intera linea nel 2013, avvenuta a causa di eventi franosi proprio nei pressi di Santa Croce del Sannio.
Nel 2018, la stazione è stata riaperta, grazie alla riattivazione, a fini turistici, della ferrovia.

## Strutture e impianti
La stazione è composta dal fabbricato viaggiatori a due piani, dall'ex scalo merci e da due binari dotati di marciapiede, più un tronchino abbandonato per il trasporto merci.

## Movimento
In passato godette di un discreto traffico sia viaggiatori che merci poiché unico collegamento veloce con il capoluogo provinciale; questa posizione vide il suo declino con il successo del trasporto su gomma. Nel 2012, pochi mesi prima della sospensione della linea al regolare servizio viaggiatori, era servita da 3 coppie di treni al giorno.